# Долно Косоврасти
Долно Косоврасти (на македонска литературна норма: Долно Косоврасти; на албански: Kosovrasti i Poshtëm) е село в Северна Македония, община Дебър.

## География
Селото Долно Косоврасти е разположено в областта Горни Дебър в южните склонове на планината Дешат на десния бряг на Радика преди вливането ѝ в Дебърското езеро.

## История
В XIX век Долно Косоврасти е мияшко село в Реканска каза на Османската империя. В „Етнография на вилаетите Адрианопол, Монастир и Салоника“, издадена в Константинопол в 1878 година и отразяваща статистиката на населението от 1873 година, Долно Косоврасти (Cossovrasti dolno) е посочено като село с 20 домакинства, като жителите му са 71 българи. Косовращани са се занимавали със златарство.
Според статистиката на Васил Кънчов („Македония. Етнография и статистика“) в 1900 година Долно Косоврасти има 600 жители българи мохамедани.
Според секретаря на Българската екзархия Димитър Мишев („La Macédoine et sa Population Chrétienne“) в 1905 година в Долно Косоврасти има 216 българи християни, всички екзархисти.
На Етнографската карта на Битолския вилает на Картографския институт в София от 1901 година Долно Косоврати е смесено село българи, помаци, албанци и турци в Дебърската каза на Дебърския санджак с 64 къщи.
Според статистика на вестник „Дебърски глас“ в 1911 година в Косоврасти (Долно и Горно) има 44 български екзархийски и 126 помашки къщи.
В 1915 година, по време на Първата световна война, селото е анексирано от Царство България. Към 1 март 1916 година Долно Косоврасти е част от Раичката община на българската Дебърска околия.
Според преброяването от 2002 година селото има 813 жители.
| Националност | Всичко |
| македонци    | 388    |
| албанци      | 4      |
| турци        | 224    |
| роми         | 0      |
| власи        | 0      |
| сърби        | 0      |
| бошняци      | 0      |
| други        | 197    |

## Личности
Родени в Долно Косоврасти
- Божин Теофилов (? – 1910), български революционер от ВМОРО (от Горно или Долно Косоврасти)
- Евтим Михайлов (1866 – ?), учил в Солунската българска мъжка гимназия, в 1894 година завършил естествена история в Софийския университет (от Горно или Долно Косоврасти)[9]
- Зограф Димитър, иконописец (от Горно или Долно Косоврасти)[2]

## Галерия
- Поглед на селото Долно Косоврасти и реката Радика от Горно Косоврасти
- Входът към селото
- Новата джамия в селото